# Spytkowice Kępki
Spytkowice Kępki – przystanek kolejowy w Spytkowicach, w województwie małopolskim, w powiecie wadowickim.

## Ruch pasażerski
| Rok  | Wymiana pasażerska na dobę |
| ---- | -------------------------- |
| 2017 | –                          |
| 2022 | 10-19                      |